# Mifel Tennis Open by Telcel Oppo 2023
Il Mifel Tennis Open by Telcel Oppo 2023 è stato un torneo di tennis professionistico giocato sul cemento. È stata la 7ª edizione del torneo facente parte della categoria ATP Tour 250 nell'ambito dell'ATP Tour 2023. Il torneo si è giocato alla Delmar International School di Cabo del Mar in Messico dal 31 luglio al 5 agosto 2023.

## Partecipanti

### Teste di serie
| Nazionalita | Giocatore          | Ranking* | Testa di serie |
| ----------- | ------------------ | -------- | -------------- |
| Grecia      | Stefanos Tsitsipas | 5        | 1              |
| Regno Unito | Cameron Norrie     | 13       | 2              |
| Stati Uniti | Tommy Paul         | 14       | 3              |
| Croazia     | Borna Ćorić        | 15       | 4              |
| Australia   | Alex de Minaur     | 17       | 5              |
| Cile        | Nicolás Jarry      | 29       | 6              |
| Germania    | Dominik Koepfer    | 88       | 7              |
|             | Il'ja Ivaška       | 91       | 8              |

* Ranking al 24 luglio 2023.

### Altri partecipanti
I seguenti giocatori hanno ricevuto una wild card per il tabellone principale:
- Ernesto Escobedo
- Nicolás Jarry
- Rodrigo Pacheco Méndez

I seguenti giocatori sono entrati nel tabellone principale passando dalle qualificazioni:

- Gonzalo Lama
- Omni Kumar
- Skander Mansouri
- Beibit Žukaev

Il seguente giocatore è entrato in tabellone come lucky loser:
- Jason Jung

### Ritiri
Prima del torneo
- Nuno Borges → sostituito da  Gabriel Diallo
- Karen Chačanov → sostituito da  Jason Jung

## Partecipanti al doppio

### Teste di serie
| Nazione     | Giocatore         | Nazione     | Giocatore              | Ranking* | Testa di serie |
| ----------- | ----------------- | ----------- | ---------------------- | -------- | -------------- |
| Messico     | Santiago González | Francia     | Édouard Roger-Vasselin | 24       | 1              |
| Brasile     | Marcelo Melo      | Australia   | John Peers             | 65       | 2              |
| Stati Uniti | Nathaniel Lammons | Stati Uniti | Jackson Withrow        | 65       | 3              |
| Stati Uniti | William Blumberg  | Australia   | Rinky Hijikata         | 127      | 4              |

* Ranking al 24 luglio 2023.

### Altri partecipanti
Le seguenti coppie di giocatori hanno ricevuto una wildcard per il tabellone principale:
- Luis Carlos Álvarez /  Luca Lemaitre
- Ernesto Escobedo /  Rodrigo Pacheco Méndez

## Punti e montepremi

### Punti
| Torneo    | V   | F   | SF | QF | 2T | 1T | Q  | Q2 | Q1 |
| Singolare | 250 | 150 | 90 | 45 | 20 | 0  | 12 | 6  | 0  |
| Doppio    | 250 | 150 | 90 | 45 | 0  | –  | –  | –  | –  |

### Montepremi
| Torneo    | V        | F       | SF      | QF      | 2T      | 1T     | Q2     | Q1     |
| Singolare | $129,660 | $75,630 | $44,465 | $25,765 | $14,960 | $9,145 | $4,570 | $2,495 |
| Doppio    | $45,050  | $24,100 | $14,120 | $7,900  | $4,655  | –      | –      | –      |

## Campioni

### Singolare
Stefanos Tsitsipas ha sconfitto in finale  Alex de Minaur con il punteggio di 6-3, 6-4.
• È il decimo titolo in carriera per Tsitsipas, il primo in stagione.

### Doppio
Santiago González /  Édouard Roger-Vasselin hanno sconfitto in finale  Andrew Harris /  Dominik Koepfer con il punteggio di 6-4, 7-5.